# Livio Corazza
Livio Corazza (Pordenone, 26 novembre 1953) è un vescovo cattolico italiano, dal 23 gennaio 2018 vescovo di Forlì-Bertinoro.

## Biografia
È nato il 26 novembre 1953 a Villanova, frazione di Pordenone, in diocesi di Concordia (oggi diocesi di Concordia-Pordenone).

### Formazione e ministero sacerdotale
Dopo il seminario minore e la maturità classica, ha seguito i corsi di filosofia e teologia prima nel seminario vescovile a Pordenone e poi all'Istituto Santa Giustina a Padova.
Ordinato diacono per la diocesi di Concordia-Pordenone il 1º maggio 1980 a Maniago, è stato ordinato presbitero il 21 giugno 1981 nel santuario della Madonna delle Grazie a Pordenone dal vescovo Abramo Freschi.
Dopo l'ordinazione è stato vicario parrocchiale nel duomo di Porcia dal 1981 al 1985 e a Fiume Veneto dal 1985 al 2007, poi collaboratore pastorale a Orcenico Inferiore dal 2007 al 2011. Contemporaneamente ha ricoperto anche altri incarichi a livello diocesano e poi nazionale: assistente ecclesiastico dell'Agesci, direttore dell'ufficio per la pastorale sociale e del lavoro, direttore della Caritas diocesana dal 1992 al 2007, e responsabile della cura dei rapporti con le Caritas europee per la Caritas italiana dal 2007 al 2012.
Nel 2011 è stato nominato parroco della cattedrale di Santo Stefano a Concordia Sagittaria e delle frazioni di Teson e Sindacale, divenendo così canonico onorario durante munere del capitolo della cattedrale.

### Ministero episcopale
Il 23 gennaio 2018 papa Francesco lo ha nominato vescovo di Forlì-Bertinoro; ha ricevuto l'ordinazione episcopale il 17 marzo 2018 nella cattedrale di Concordia Sagittaria per l'imposizione delle mani di Giuseppe Pellegrini, vescovo di Concordia-Pordenone, coconsacranti Lino Pizzi, suo predecessore a Forlì-Bertinoro, Claudio Cipolla, vescovo di Padova, e Matteo Maria Zuppi, arcivescovo di Bologna e presidente della Conferenza episcopale dell'Emilia-Romagna. Ha preso possesso della diocesi il successivo 22 aprile nella cattedrale di Forlì.

## Genealogia episcopale
La genealogia episcopale è:
- Cardinale Scipione Rebiba
- Cardinale Giulio Antonio Santori
- Cardinale Girolamo Bernerio, O.P.
- Arcivescovo Galeazzo Sanvitale
- Cardinale Ludovico Ludovisi
- Cardinale Luigi Caetani
- Cardinale Ulderico Carpegna
- Cardinale Paluzzo Paluzzi Altieri degli Albertoni
- Papa Benedetto XIII
- Papa Benedetto XIV
- Papa Clemente XIII
- Cardinale Marcantonio Colonna
- Cardinale Giacinto Sigismondo Gerdil, B.
- Cardinale Giulio Maria della Somaglia
- Cardinale Carlo Odescalchi, S.I.
- Cardinale Costantino Patrizi Naro
- Cardinale Lucido Maria Parocchi
- Papa Pio X
- Cardinale Gaetano De Lai
- Cardinale Raffaele Carlo Rossi, O.C.D.
- Cardinale Amleto Giovanni Cicognani
- Cardinale Giovanni Benelli
- Cardinale Silvano Piovanelli
- Vescovo Flavio Roberto Carraro, O.F.M.Cap.
- Vescovo Giuseppe Zenti
- Vescovo Giuseppe Pellegrini
- Vescovo Livio Corazza